# Hubertus van Megen
Hubertus Matheus Maria van Megen (né le 4 octobre 1961) est un prélat néerlandais de l'Église catholique qui travaille au service diplomatique du Saint-Siège.

## Biographie
Hubertus van Megen est né le 4 octobre 1961 à Eygelshoven, aux Pays-Bas. Il est ordonné prêtre pour le diocèse de Ruremonde le 13 juin 1987. 

## Carrière diplomatique
Il rejoint le service diplomatique du Saint-Siège et occupe des postes en Somalie (en) et au Brésil (en). En tant que Conseil de nonciature, il est à la Mission du Saint-Siège auprès de l'Office des Nations Unies à Genève (ONU) à Genève. Au Malawi, il est chargé d'affaires à partir de 2010
Le 8 mars 2014, le pape François le nomme archevêque titulaire de Novaliciana (de) et nonce apostolique au Soudan (en). Il reçoit sa consécration épiscopale des mains du secrétaire d'État, le cardinal Pietro Parolin, le 17 mai. Le 7 juin 2014, le pape François le nomme également nonce apostolique en Érythrée (en).
Le pape François le nomme nonce apostolique au Kenya (en) le 16 février 2019. Le 19 mars 2019, il est également nommé nonce apostolique au Soudan du Sud (en) Le 25 mai 2019, le pape François le nomme observateur permanent au Programme des Nations unies pour l'environnement et au Programme des Nations unies pour les établissements humains (ONU-Habitat).